# Osuna (Gerichtsbezirk)
Der Gerichtsbezirk Osuna ist einer der 15 Gerichtsbezirke in der Provinz Sevilla.
Der Bezirk umfasst 8 Gemeinden auf einer Fläche von 895,28 km² mit dem Hauptquartier in Osuna.

## Gemeinden
| Gemeinde               | Einwohner (2024) | Fläche km² | Dichte Einw./km² | Cod INE | Postleitzahl |
| ---------------------- | ---------------- | ---------- | ---------------- | ------- | ------------ |
| Algámitas              | 1.241            | 20,42      | 61               | 41008   | 41661        |
| Los Corrales           | 3.970            | 67,07      | 59               | 41037   | 41657        |
| Lantejuela             | 3.861            | 17,76      | 217              | 41052   | 41630        |
| Martín de la Jara      | 2.643            | 49,80      | 53               | 41062   | 41658        |
| Osuna                  | 17.374           | 592,49     | 29               | 41068   | 41640        |
| El Rubio               | 3.290            | 20,80      | 158              | 41084   | 41568        |
| El Saucejo             | 4.213            | 92,20      | 46               | 41090   | 41650        |
| Villanueva de San Juan | 1.002            | 34,74      | 29               | 41100   | 41660        |
| Gerichtsbezirk Osuna   | 37.594           | 895,28     | 42               | –       | –            |